# Simon Plaskie
Simon Plaskie (ur. 10 marca 2001 w Puurs) – belgijski siatkarz, grający na pozycji przyjmującego.  
W latach 2019-2022 studiował marketing na Uniwersytecie Artevelde w Gandawie.

## Sukcesy klubowe
Mistrzostwo Belgii:
- 2023[8], 2024[9]
- 2022

Superpuchar Belgii:
- 2022, 2023[10]

Puchar Belgii:
- 2023[11], 2024[12]

Puchar CEV:
- 2023[13]

Superpuchar Niemiec:
- 2024[14]

Puchar Niemiec:
- 2025[15]

Mistrzostwo Niemiec:
- 2025[16]

## Sukcesy reprezentacyjne
Mistrzostwa Europy U-17:
- 2017[17]

Mistrzostwa Europy Juniorów:
- 2018[18], 2020[19]

Europejski Festiwal Młodzieży U-19:
- 2019[20]

WEVZA U-19:
- 2019

### Udział siatkarza w pozostałych międzynarodowych turniejach w reprezentacji Belgii[21]
Mistrzostwa Europy Kadetów:
- 7. miejsce 2018

Mistrzostwa Świata Juniorów:
- 5. miejsce 2021

## Nagrody indywidualne
- 2017: Najlepszy przyjmujący Mistrzostw Europy U-17
- 2023: MVP Pucharu Ligi Belgijskiej[22]